# Copper Box
Copper Box är en arena i London i Storbritannien som arrangerade bland annat handbollsturneringarna vid olympiska sommarspelen 2012. Ursprungligen kallades arenan Handball Arena men döptes om på grund av att fler sporter än handboll skulle avgöras i arenan.
Utöver handbollen stod arenan även som värd för delar av den moderna femkampen (fäktning) samt goalball vid paralympiska sommarspelen 2012.